# Painkiller (Computerspiel)
Painkiller ist ein Ego-Shooter, das vom polnischen Studio People Can Fly entwickelt und vom kanadischen Publisher Dreamcatcher Interactive vertrieben wurde. Das Spiel erschien am 12. April 2004 in den USA. In Deutschland wurde eine zensierte Fassung veröffentlicht, welche von der USK trotzdem mit „keine Jugendfreigabe“ eingestuft wurde. Eine unzensierte deutsche Fassung erschien ebenfalls, wurde aber nur zeitlich begrenzt angeboten. Im März 2006 erschien eine erweiterte Version des Spiels für die Xbox.
Auf der E3 2012 wurde der offizielle Nachfolger Painkiller 2: Hell & Damnation angekündigt. Der Shooter wird von Nordic Games publiziert und von dem polnischen Entwicklerstudio The Farm 51 entwickelt, die mit Necrovision bereits ein Painkiller-ähnliches Spiel entwickelt haben. Als Grafikengine kommt die Unreal Engine 3 zum Einsatz. Das internationale Release erfolgte am 31. Oktober 2012. In Deutschland wurde am 22. Januar 2013 eine angepasste Fassung veröffentlicht, da die internationale Version erneut keine Freigabe erhielt.

## Handlung
Protagonist Daniel Garner erleidet, zusammen mit seiner Frau Catherine, einen tödlichen Autounfall. Im Jenseits angekommen, erklärt ihm der Engel Gabriel, er sei noch nicht reif dafür ins Paradies (und somit zu seiner Frau) gelassen zu werden und befinde sich im Purgatorium (dt. Fegefeuer), einer Welt zwischen Himmel und Hölle. Da der Höllenfürst Luzifer eine Armee mobilisiert habe, um den Himmel zu erobern, bekommt Garner den Auftrag die vier satanischen Generäle samt Armeen und schließlich Luzifer selbst zu vernichten. Erst danach sei ihm der Eintritt ins Paradies gestattet.
Garner macht sich mit verschiedenen Waffen auf, diese Aufgabe umzusetzen. Zwischen den Kämpfen begegnet er regelmäßig einer Frau, die sich ihm als Eva vorstellt (und indirekt bestätigt die biblische Eva zu sein, da sie auf seine Frage nach Adam zwar genervt reagiert, seinem Verdacht, sie sei die biblische Eva, jedoch nicht widerspricht).

## Spielprinzip
Ein sehr ähnliches Konzept fand sich einige Jahre zuvor in der Serious-Sam-Reihe: In fünf Kapiteln mit jeweils vier bis fünf Leveln kämpft man sich in der Rolle eines Einzelkämpfers von Raum zu Raum, indem man die in mehreren Angriffswellen attackierenden Gegner tötet. Erst nachdem ein Bereich vollständig bereinigt ist, öffnet sich eine Tür zum nächsten Bereich. Die Level sind zusammenhangslos aneinandergereiht und stellen jeweils eine völlig andere Umgebung dar, die jedoch stets menschenleer und surreal erscheint.
Das letzte Level eines Kapitels ist als monumentaler Kampf gegen riesige Endgegner inszeniert, welche die Generäle Luzifers darstellen. Neben dem Besiegen aller Gegner, wird dem Spieler in jedem Level eine weitere Aufgabe gestellt, wie beispielsweise das Entdecken aller Geheimräume oder nur eine bestimmte Waffe einzusetzen. Gelingt es diese Aufgaben zu erfüllen, bekommt man eine silberne oder goldene Tarot-Karte, welche im weiteren Spielverlauf als Power-up zur Verfügung steht.

## Mehrspieler-Modus
Bei einigen Ego-Shootern hat sich eine aktive Multiplayer-Szene entwickelt. Bei Painkiller war dies zumindest im professionellen e-Sport-Bereich zu beobachten. Nicht zuletzt die hohen Preisgelder der Cyberathlete Professional League (CPL), welche Painkiller zu ihrem offiziellen „CPL 2005 World Tour“-Spiel ernannten, boten Anreiz für den professionellen Einstieg. Im Amateur- und Fun-Gaming-Bereich gab es verhältnismäßig wenige Spieler.

## Wertungen
Das Spiel erhielt überwiegend gute Kritiken. Besonders die Grafik und das Leveldesign wurde hoch gelobt. Bemängelt wurde die schlechte KI.
- GameStar: 69 % („Brutaler Shooter mit Mager-KI und Längen.“)[5]
- PC Games: 74 % („Eine herrlich hirnlose Baller-Orgie!“)[6]
- 4Players: 82 % („Cool präsentierte Dauerfeuer-Action.“)[7]
- Gameswelt: 81 %[8]

## Erweiterungen

### Battle Out of Hell
Mit dem Add-on Battle Out of Hell brachte Dreamcatcher eine zehn Level umfassende Erweiterung auf den Markt, die auch zwei neue Waffen beinhaltet. Außerdem wurden neue Multiplayer-Modi eingeführt. Das Add-on erschien, wie das Hauptspiel, in Deutschland nur in zensierter Version („keine Jugendfreigabe“). Die unzensierte Fassung wurde Ende April 2005 indiziert und im November 2017 wieder vom Index gestrichen.

## Painkiller: Overdose
Painkiller: Overdose ist eine ursprünglich als Fanprojekt gestartete Mod von Mindware Studios. Später kamen Dreamcatcher und Mindware Studios ähnlich wie bei Counter-Strike überein, die Mod als vollwertigen Titel zu vermarkten, wodurch Mindware Studios sowohl technische als auch finanzielle Unterstützung von Dreamcatcher erhielt. Der Egoshooter wurde am 23. Oktober 2007 weltweit veröffentlicht. Overdose enthält über 40 neue Gegner, 16 neue Level und 6 neue Waffen. Der Spieler übernimmt die Rolle des Torwächters Belials, welcher halb Engel und halb Dämon ist.

## Wissenswertes
- Im Jahr 2004 wurde Painkiller als erstes Computer- oder Videospiel polnischer Produktion in die World Cyber Games aufgenommen. Diesen ideologischen Erfolg feierte der Publisher, indem er das Spiel in Polen trotz erst kürzlichem Erstrelease in der Reihe "Dobre Gry" ("Gute Spiele") herausgab, die es für 19,90zl in der Computerfachpresse zu kaufen gibt (was einem Preis von rund 5 € entspricht) und Painkiller so möglichst jedem polnischen Spieler zugänglich machen wollte. Zum selben Preis und in derselben Reihe erschien ein Jahr später auch das offizielle Addon Battle out of Hell.
- Die englische Demo von "Painkiller" wurde von der BPjM bis Oktober 2017 indiziert.
- "Painkiller: Battle Out of Hell" war bis 2017 indiziert (Liste B).[9]
- Die Indizierung von "Painkiller: Overdose" wurde im Februar 2018 wieder aufgehoben.[10]
- "Painkiller: Resurrection" ist in der ungekürzten Fassung noch indiziert (Liste B).
- Am 25. Februar 2011 erschien ein weiteres Add-On mit dem Titel Painkiller: Redemption als Download. Das Spiel wurde erneut vom insolventen Publisher JoWood veröffentlicht.[11]
- Die Rechte an der Marke Painkiller liegen derzeit bei THQ Nordic. Der österreichische Publisher führt die Reihe fort und bietet ein Mini-Addon namens Reccuring Evil zum Download an. Painkiller 2 befindet sich in der Entwicklung.